# Wayne Sleeth
 (novembre 2022).
Wayne Melvyn Sleeth est un peintre contemporain né à Cleethorpes, Lincolnshire, en Angleterre en 1966.

## Biographie

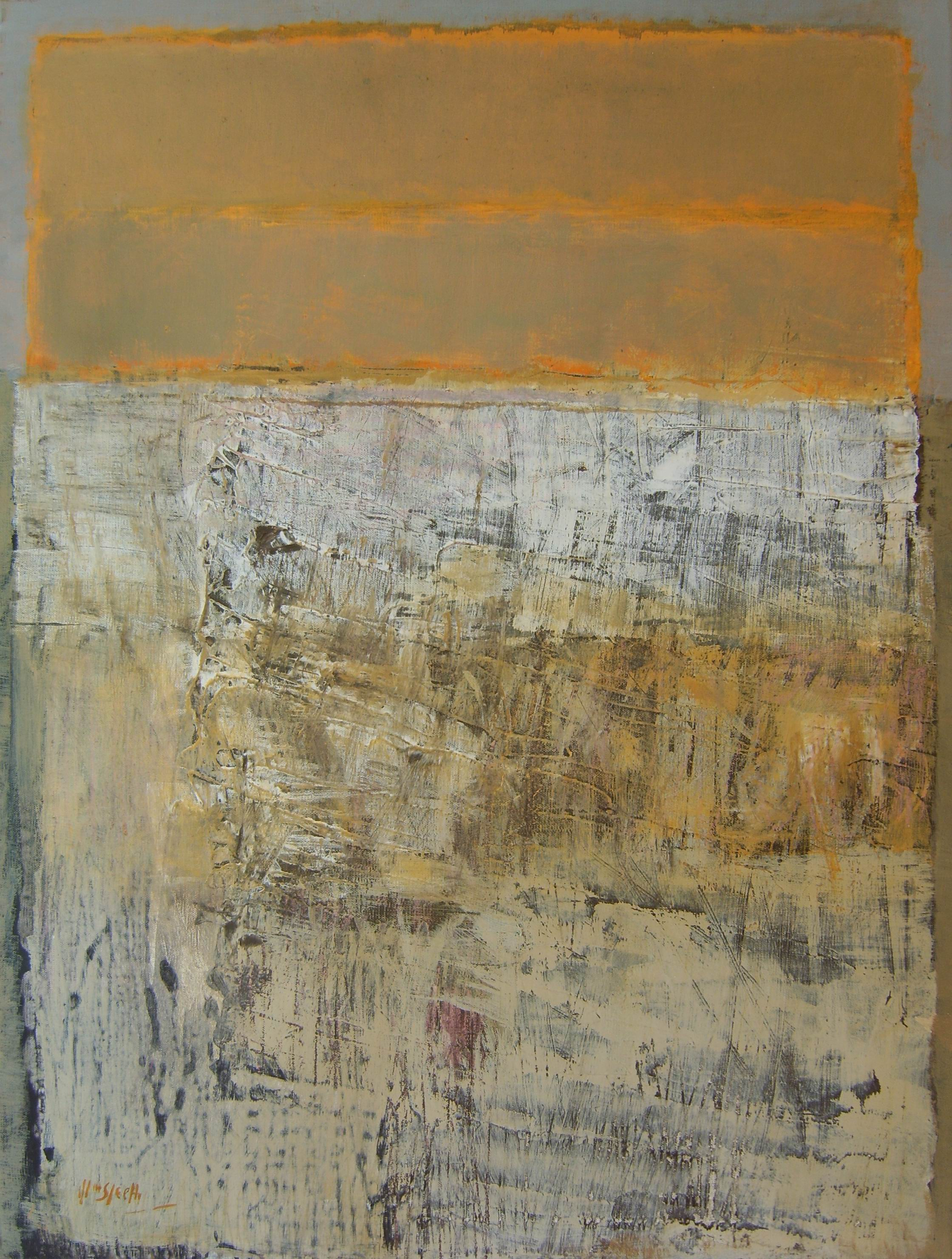
Cleethorpes (Wet Sands) 2007,

À la suite de ses études à Grimsby School of Art dans les années 1980 et des séjours artistiques en Europe, il s'est formé aussi à Bath Academy of Art (1991 - 1994) avant de s'installer définitivement en France en 2001.
Son œuvre se situe entre l'impressionnisme et l'abstraction lyrique, alors que ses inspirations se révèlent diverses: Claude Monet, Georges Braque, Joseph Mallord William Turner, Antoni Tàpies, Nicolas de Staël, Mark Rothko, Jean-Michel Basquiat, Cy Twombly et Howard Hodgkin.
Il expose en Angleterre depuis les années 1990 et en Europe depuis 2000, représenté sur Artsy, et par les agences Rise Art, Singulart, et Saatchiart.com.
Reproductions de certaines de ses oeuvres ( toiles et oeuvres sur papier ) sont disponible avec iCanvas et Elephantstock pour les Amériques, et avec Pictufy pour l'Europe.
Exposé en permanence dans la galerie parisienne 'Toast' entre 2005 et 2009, la Galerie Rose Pompadour à Nancy aussi, et de 2015 à 2021 avec le collectif d'artistes " La Vitrine Ephémère" à Metz en Lorraine, il travaille depuis son atelier-domicile situé entre Metz, Nancy et Strasbourg.

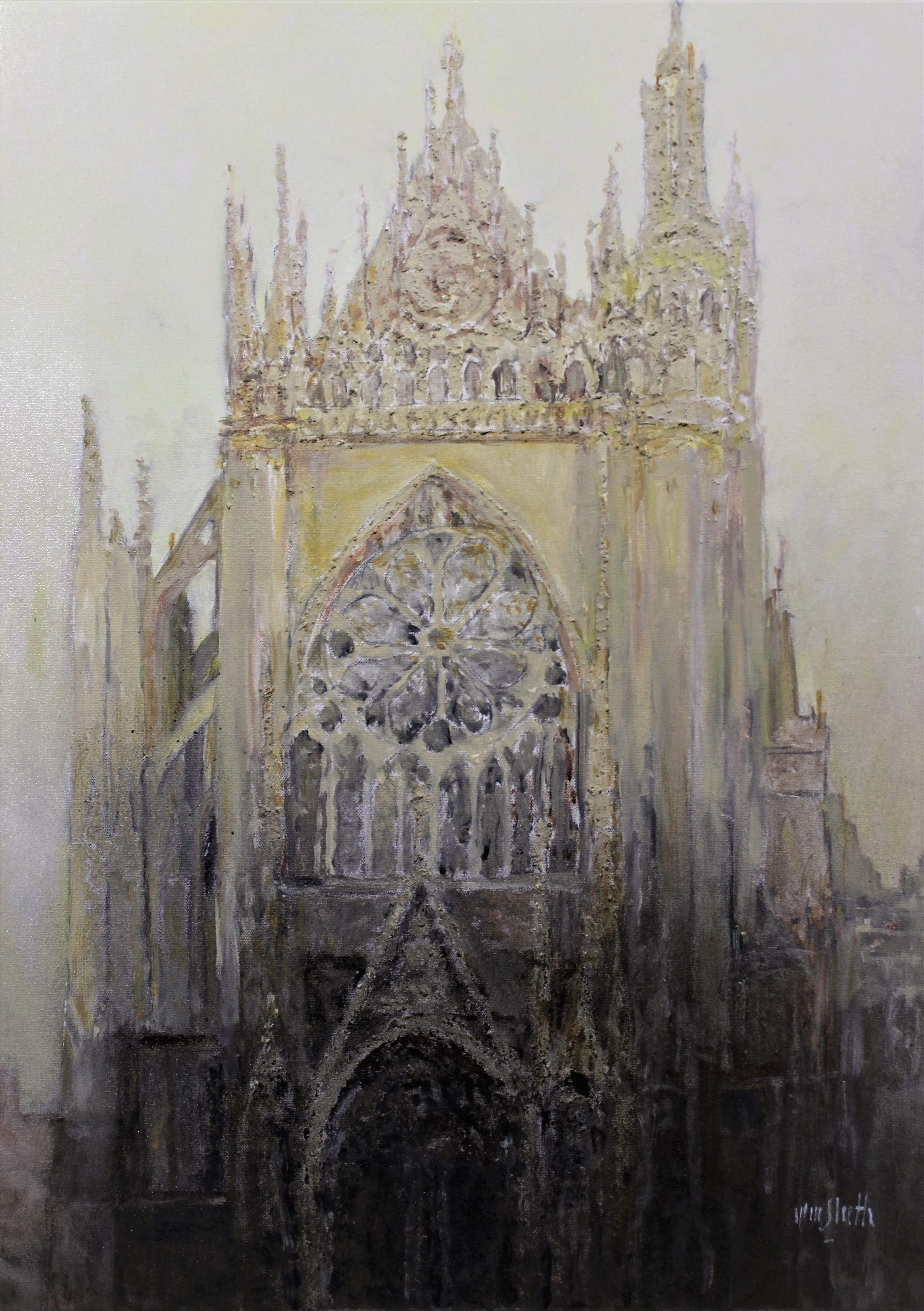
mixed media painting on canvas,

Au Royaume-Uni, son pays d'origine, il a participé aux expositions FreshArt, NOT The Turner Prize (aux Mall Galleries) et aux AAFs (Affordable Art Fairs) à Londres depuis 2009. Une exposition personnelle de peinture au 20.21 Arts Centre, Scunthorpe, en 2007 a été financée et soutenue par le Arts Council of England. La même année, l'artiste expose dans le musée de la maison natale de Claude Gellée à Chamagne dans les Vosges, France. Depuis, son œuvre a fait partie d'une sélection européenne à Berlin à Marzia Frozen et pour l'exposition itinérante L'Art en Marche (2019) à Luxembourg et à Thionville, France.
Depuis 2015 Sleeth puise avec originalité dans ses sources premières: l'oeuvre de Claude Monet, notamment ses 'Nymphéas', qui a inspiré une suite de plus de 250 peintures sur ce thème à ce jour, rendues contemporaines avec son emploi d'outils de 'street art'; la peinture à la bombe, les marqueurs et le collage de pochoirs et 'stickers', papiers journaux et papiers peint.

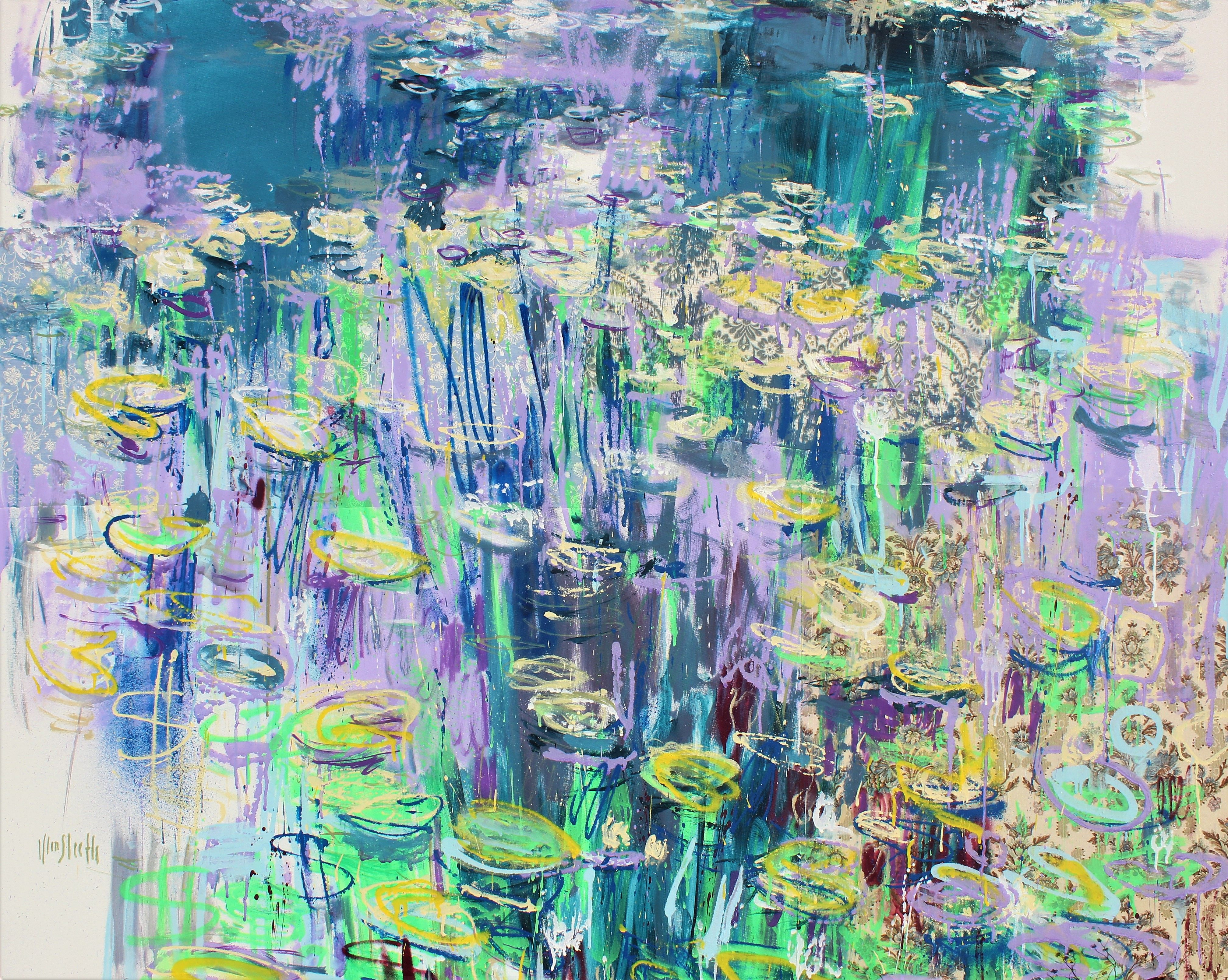
Peinture 2022

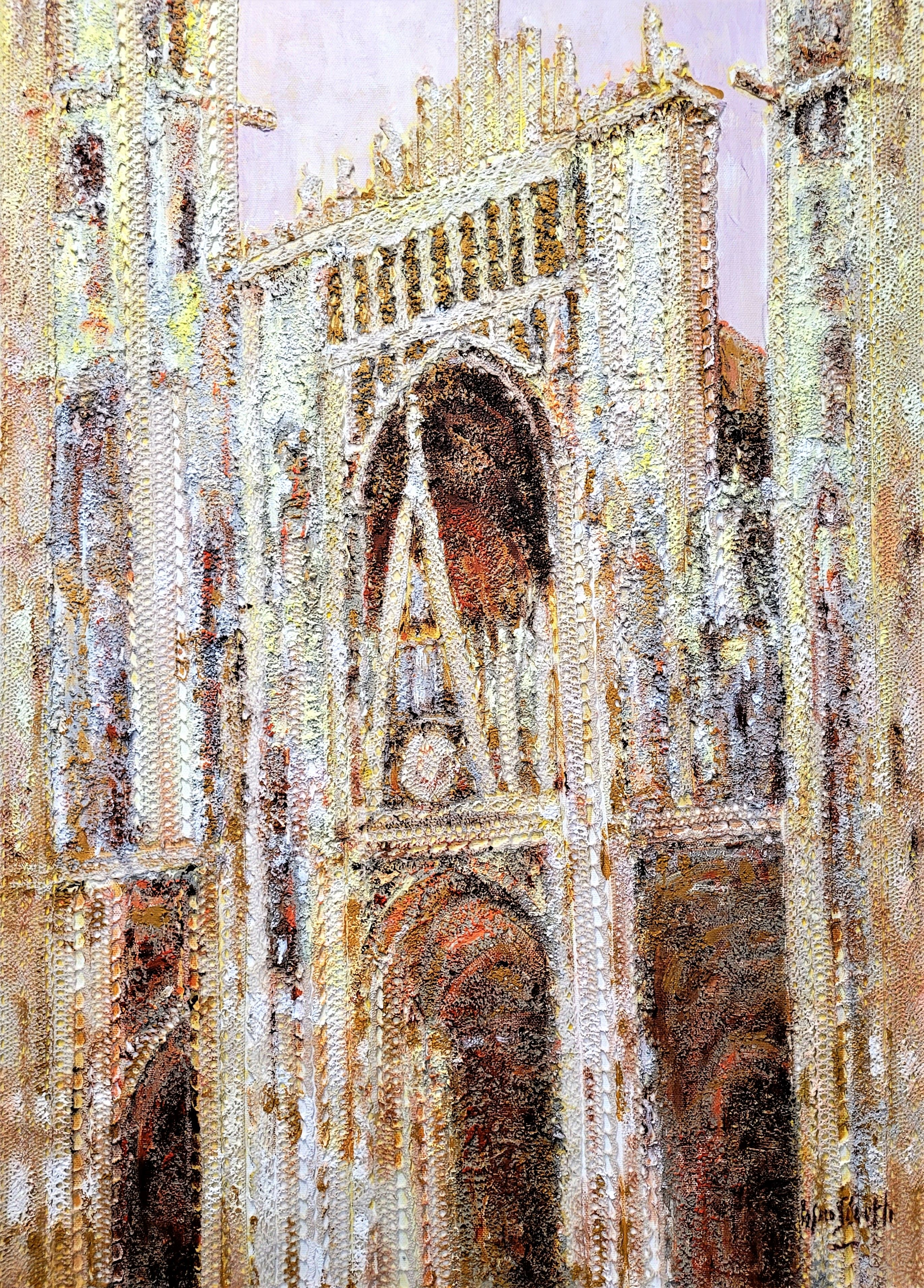
Painting in acrylics and lace

En 2019 Brittany Ferries a commandé plusieurs grands formats de cette série majeure pour son nouveau navire, Le Honfleur, qui est devenu le Guillaume de Normandie, son inauguration prévu pour 2025.
En 2019 Sleeth commence aussi une série de 30 peintures de la façade de la cathédrale Notre Dame de Rouen, hommage intégral à Claude Monet. Ses toiles emploient de la dentelle, poudre de marbre et cendres.
Ses peintures sont présentes dans des collections publiques de la Ville de Metz (Archives Municipales, Section Iconographie Contemporaine), du American Library of Congress (Washington DC), le Tribunal Administratif de Strasbourg, les Mairies de Lunéville, Morhange, Château-Salins et Dieulouard en Lorraine, ainsi que dans des collections particulières à travers le monde: Londres, Paris, Chicago, en Californie, Tokyo, Hong Kong, l'Ireland, la Suisse, l'Australie, la Nouvelle Zeeland, l'Uruguay...

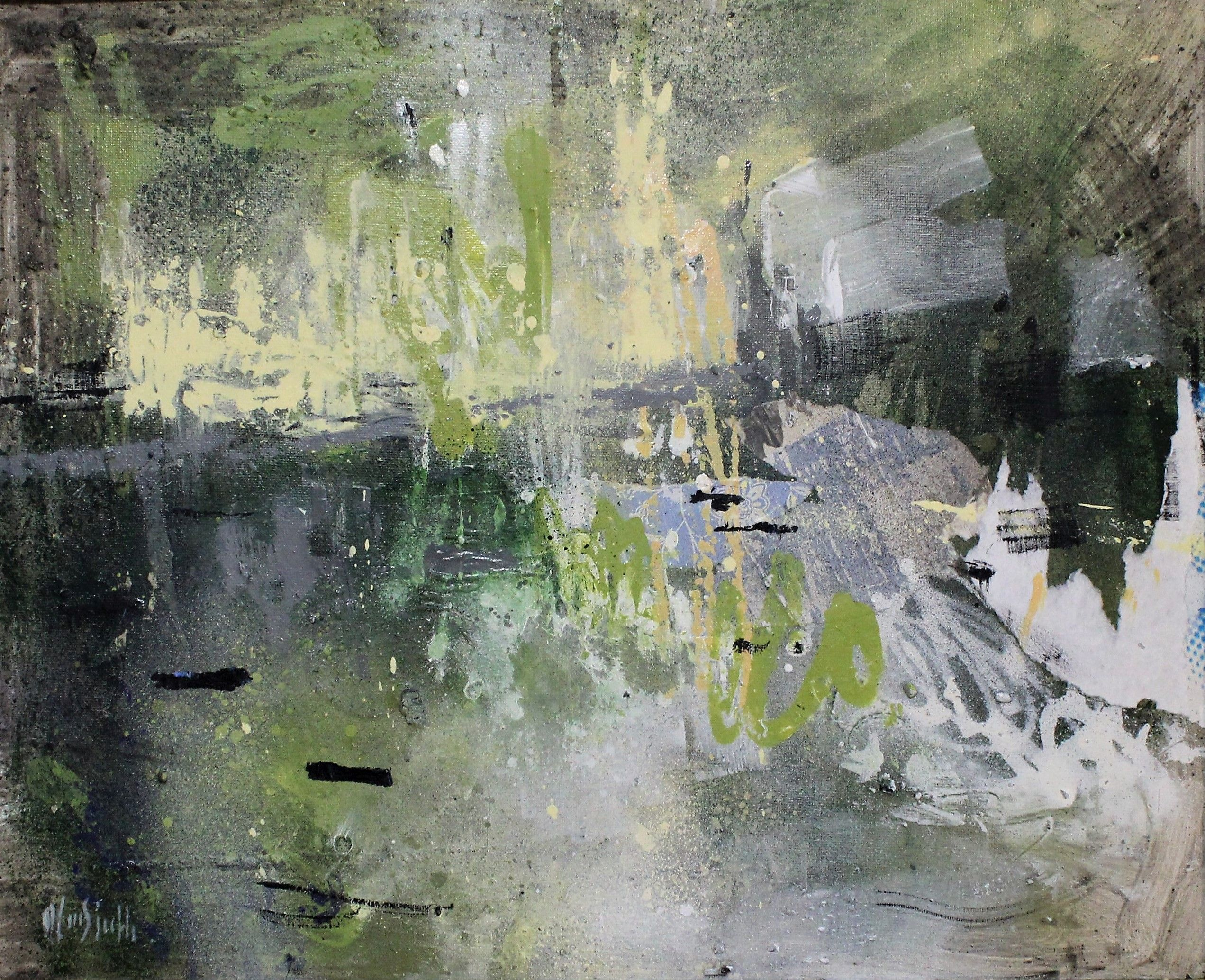
Composition:Thames & Parliament, London, 2021

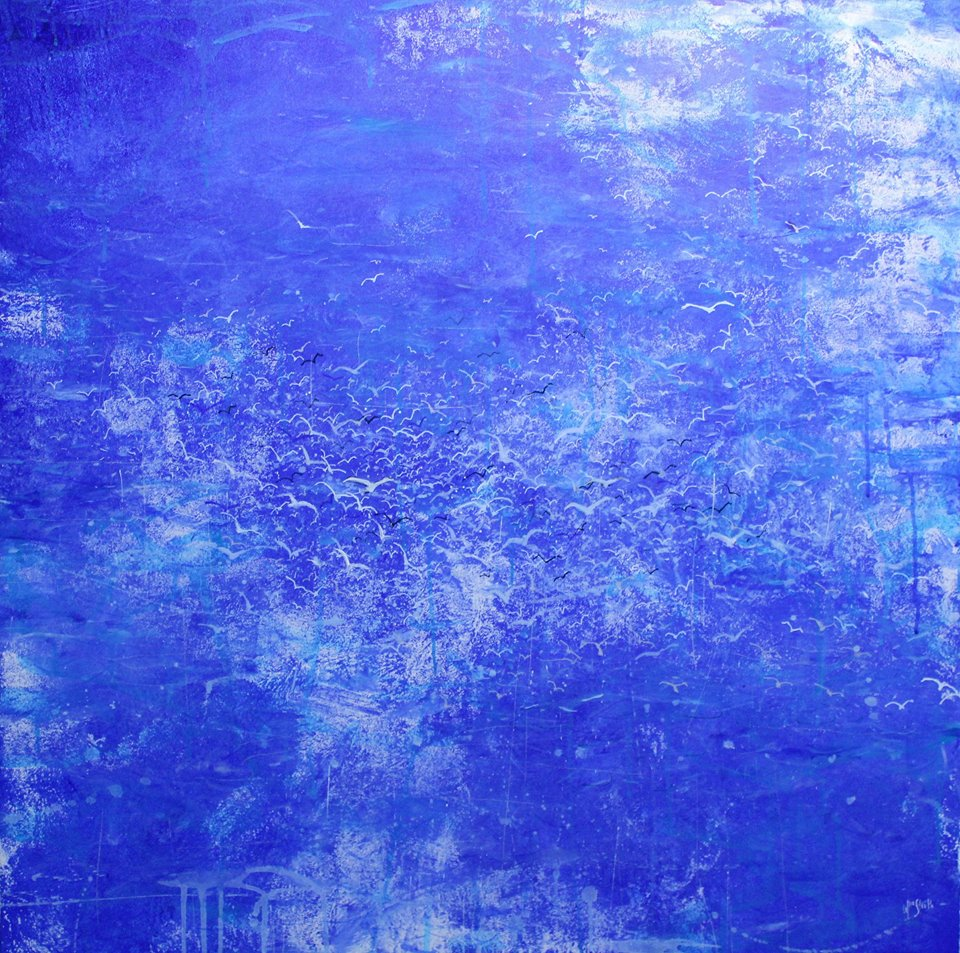
Oceanograph, 2014.